# Statomicroplana
Statomicroplana ist eine Gattung der Landplanarien in der Unterfamilie Microplaninae. Die Gattung wurde errichtet, um Arten einzuordnen, die insofern einen Mangel an morphologischen Informationen aufweisen, als sie nicht eindeutig einer passenden Gattung zugeordnet werden können.

## Systematik
Während der zweiten Hälfte des 19. und der ersten Hälfte des 20. Jahrhunderts wurden viele Arten der Landplanarien beschrieben und ausschließlich auf Grundlage äußerer Merkmale klassifiziert. Heute werden sie überwiegend auf der Basis der inneren Anatomie, vor allem des Kopulationsapparats, den entsprechenden Gattungen zugewiesen. Aus diesem Grund gibt es Arten, von denen nur die alte Beschreibung vorhanden ist, so dass ihre innere Anatomie und der Aufbau des Kopulationsapparats unbekannt ist. Diese Arten können nicht der korrekten Gattung zugeordnet werden. Deshalb wurde die Gattung Statomicroplana errichtet, um solche Arten der Unterfamilie Microplaninae vorläufig unterzubringen.

## Arten
Der Gattung Statomicroplana werden folgende Arten zugeordnet:
- Statomicroplana capensis (Graff, 1899)
- Statomicroplana cockerelli (Graff, 1899)
- Statomicroplana ehrenbergi (Graff, 1899)
- Statomicroplana flavum (Moseley, 1877)
- Statomicroplana fuliginea (Graff, 1899)
- Statomicroplana fuscum (Moseley, 1877)
- Statomicroplana gebavoeltzkowi (Ogren & Kawakatsu, 1988)
- Statomicroplana haeckeli (Graff, 1899)
- Statomicroplana knysensis (Graff, 1899)
- Statomicroplana kuekenthali (Mell, 1903)
- Statomicroplana pyrenaica (Graff, 1893)
- Statomicroplana ruteocephala (Kaburaki, 1922)
- Statomicroplana teres (Graff, 1899)
- Statomicroplana tetracladea (Wilczysnki, 1920)
- Statomicroplana zenkeri (Graff, 1899)